# All-Ireland Senior Football Championship 1917
L'All-Ireland Senior Football Championship 1917 fu l'edizione numero 31 del principale torneo di calcio gaelico irlandese. Wexford batté in finale Clare ottenendo il terzo trionfo della sua storia.

## All-Ireland Series

### Semifinali
| Athlone 18 novembre 1917 | Clare | 2-01 – 0-05 | Galway |  |

| Wexford 18 novembre 1917 | Wexford | 6-06 – 1-03 | Monaghan |  |

### Finale
| Dublino 9 dicembre 1917 | Wexford | 0-09 – 0-05 | Clare | Croke Park (6500 spett.) |